# Xã Rosebud, Quận Mellette, Nam Dakota
Xã Rosebud (tiếng Anh: Rosebud Township) là một xã thuộc quận Mellette, tiểu bang Nam Dakota, Hoa Kỳ. Năm 2010, dân số của xã này là 41 người.